# 6 mm BR
El cartucho de fuego central 6 mm BR, se fue diseñado para el tiro en banco. También se conoce como 6 mm Bench Rest o 6 BR, y también ha usado en menor proporción para la caza menor, debido a su eficiencia. Existen dos variantes básicas de dimensiones muy similares, conocidas como 6mm BR Remington y 6mm Norma BR .

## Historia
Poco después de la introducción del .308×1.5" Barnes basado a partir del .308 Winchester, los recargadores empezaron a desarrollar sus propios cartuchos basados en el casquillo del .308 Winchester. Para 1963 ya existían varios calibres .22 (5,56 mm) y .24 (6 .mm) basados en el cartucho de Barnes. La precisión y eficiencia de los nuevos cartuchos fue notada por la comunidad de tiradores de banco. El calibre .24 (La versión de cartucho de 6 mm se hizo conocida como 6 mm Bench Rest o 6 mm BR debido a su uso generalizado en el deporte del tiro con apoyo de banco.
Debido a ser un cartucho de fabricación casera y a que pasaron muchos años antes de ser estandarizado, existieron diversas variantes del mismo. Para ser formados, los casquillos debían ser primero disparados en la recámara adecuada, debido a las variantes del 6 mm BR además de las versiones Remington y Norma: el 6 mm BRX, el 6 mm Dasher, el 6 mm BRX. mm BRBS  6 mm UBL.

### 6mm Remington BR
En 1978, Remington empezó a fabricar su rifle Remington 40-X en el calibre 6 mm BR y denominó su versión del cartucho; 6 mm Bench Rest Remington. En 1988 Remington también fabricaba municiones  y siguió ofreciendo el calibre 6 mm BR Remington en los rifles de la serie 40-X. La versión Remington de este cartucho ahora se considera obsoleta.

### 6mm Norma BR
En 1996, Norma introdujo el 6mm BR Norma, dimensionalmente similar al 6mm Remington BR  pero, la recámara tenía una garganta más larga, permitiendo que usar proyectiles largos, de alto coeficiente balístico. El 6mm BR Norma fue diseñado para optimizar la precisión, vida útil del cañón y la capacidad de carga en un calibre 6 mm, enfocado en las competencias de tiro de 300 a 600 metros. Como tal, combina un volumen razonable (2,45 mL) con el área del orificio (29,52 mm²/0,2952 cm²) con amplio espacio para cargar proyectiles delgados relativamente largos que pueden proporcionar una buena eficiencia aerodinámica y un rendimiento balístico externo para el diámetro del proyectil. Esta es la variante más común del cartucho utilizado hoy en día.

## Diseño
El 6mm Remington BR se basa en el .308 × 1,5" Barnes, con un cuello ajustado para alojar proyectiles calibre .243". A su vez, el .308 × 1,5" Barnes se basa en el casquillo del .308 Winchester, reducido a 1,5 pulgadas (38,1 mm). Es uno de los primeros cartuchos que sigue el concepto de diseño corto y grueso. Los cartuchos de calibre corto tienen características que los hacen más eficientes y precisos.

## Norma BR de 6 mm
El cartucho Norma BR de 6 mm fue introducido por Norma en 1996. Se basa en el cartucho 6 mm Remington BR, aunque el cartucho de Remington estaba pensado para balas más largas y aerodinámicas.